# V-vlekspringspin

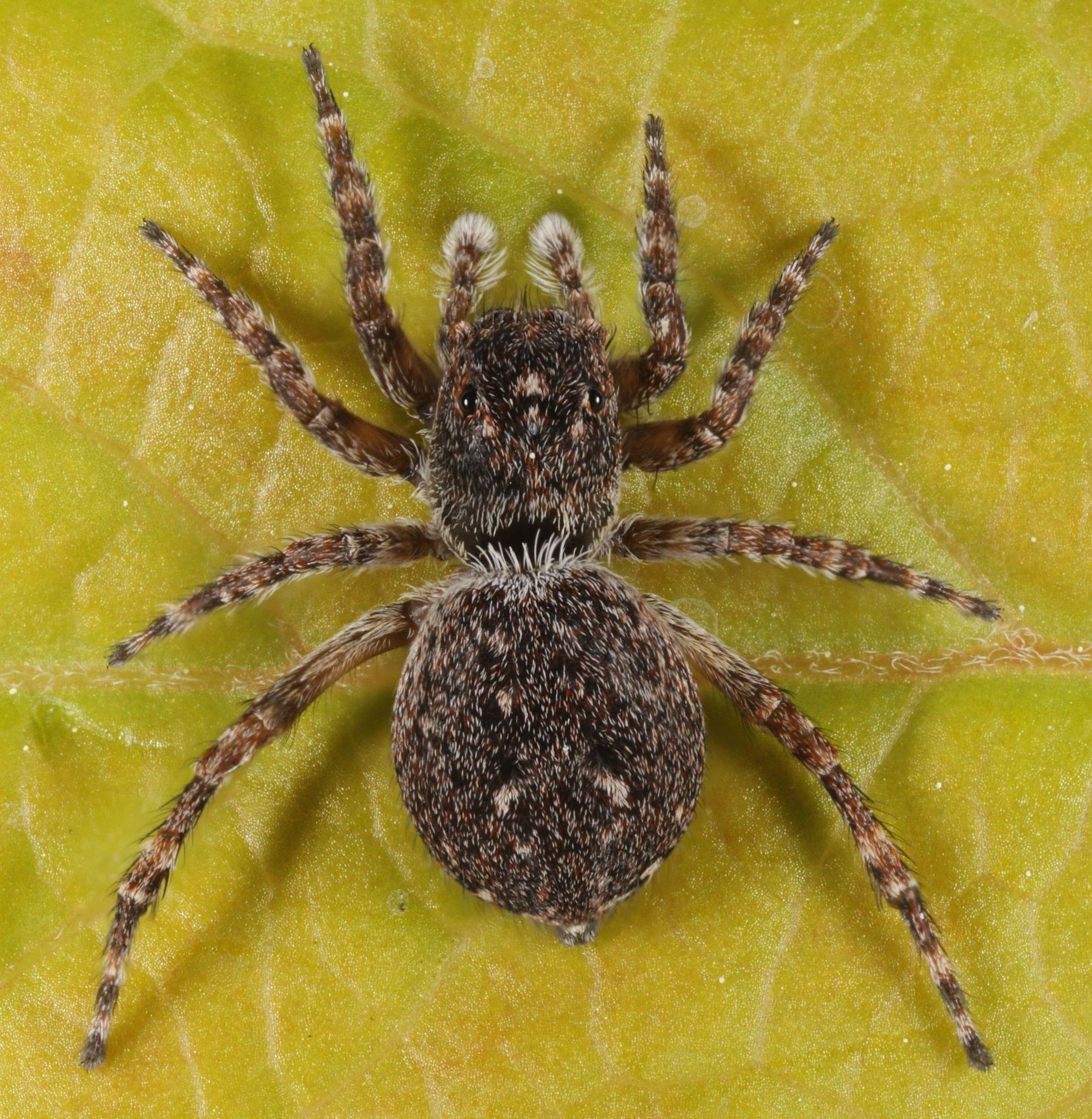
Volwassen vrouw

De v-vlekspringspin (Aelurillus v-insignitus) is een spin uit de familie der springspinnen (Salticidae). De wetenschappelijke naam van de soort werd, als Araneus v-insignitus, in 1758 gepubliceerd door Carl Alexander Clerck.
Het mannetje is te herkennen aan de witte V-vormige vlek op de kop en de witte streep op het achterlijf. Het vrouwtje is donker gevlekt. Deze spin wordt 4 tot 7 mm groot.
De soort komt voor in het Palearctisch gebied, inclusief België en Nederland.